# Chaetonotus penthacanthus
Chaetonotus penthacanthus är en djurart som tillhör fylumet bukhårsdjur, och som beskrevs av Francesco Balsamo 1981. Chaetonotus penthacanthus ingår i släktet Chaetonotus och familjen Chaetonotidae. Inga underarter finns listade i Catalogue of Life.